# ダイアン
ダイアンは、吉本興業所属のお笑いコンビ。2000年4月結成。M-1グランプリ2007・2008、日清食品 THE MANZAI 2014ファイナリスト。

## メンバー
ユースケ（1977年〈昭和52年〉3月14日 - ）（48歳）
ボケ・ネタ作り担当、立ち位置は向かって左。
旧芸名及び本名は西澤 裕介（にしざわ ゆうすけ）。
滋賀県愛知郡愛知川町（現：愛荘町）愛知川出身。身長170 cm、体重78 kg。血液型A型。とんねるずを尊敬している。また、木梨憲武がパーソナリティを務めるTBSラジオ『土曜朝6時 木梨の会。』に出演した縁から所ジョージの世田谷ベースを訪ねることになり、訪ねた際に所からバイクを1台譲り受けている。
2019年4月18日、トークライブ『ダイアンの新ネタ＆トークライブ トークのダイちゃん』にて自身の芸名を本名から「ユースケ」への改名を発表した。改名の理由はゲスト出演した『いろはに千鳥』の企画内で、占い師からの勧めによるもの。
2021年6月7日、一般女性との結婚を発表。
2022年11月12日、左椎骨動脈解離と診断されたため当面休養することが発表された。同年12月20日、ルミネtheよしもとの劇場出番で仕事復帰。
熱中症で倒れ、顔面から出血する怪我を負った事がある。その時近くにいた通行人が横浜DeNAベイスターズ所属の筒香嘉智選手のタオルを巻いて止血処置をしてくれた経験を持つ。ユースケは恩人に筒香選手のグッズをプレゼントしたいと野球関係者を当たるが、パンチ佐藤しか知り合いがおらず筒香までが遠い事を明かした

津田 篤宏（つだ あつひろ、1976年〈昭和51年〉5月27日 - ）（49歳）
ツッコミ担当、立ち位置は向かって右。
本名は石村 篤宏（いしむら あつひろ）。
滋賀県愛知郡愛知川町（現：愛荘町）長野出身。身長165 cm、体重70 kg。血液型O型。高校時代はフェンシング部所属で、県大会で個人優勝を果たした。
2006年に結婚。入籍時に妻方の姓を選択したため、芸名の津田は旧姓。
妻の家系は医者の家系。
加藤登紀子とは、遠戚ながら親戚同士。加藤の父の姓が津田で、直系とのこと。津田の父方の祖父と加藤の父が従兄弟。
代表ギャグは、凄いという意味の「ゴイゴイスー!」「スーを差し上げます」。愛称は「ツダイアン」、「津田ちん」などがある。
地声が大きく、リアクションも派手であるため、バラエティ番組ではドッキリにかかることが多かったり、イジられ役に収まることが多い。ドッキリやイジリギャグの仕掛け人として、実母と共演する機会も少なくない。
真珠腫性中耳炎を患っており、治療のため2024年3月に人生初の入院・手術を行った。この持病により、長年左耳が難聴気味であった。

## 概要
NSC大阪校22期出身。共に滋賀県愛知郡愛知川町（現：愛荘町）出身で、中学校の同級生。大阪を拠点に活動していたが、2018年4月より東京に活動拠点を移す。
ユースケはザ・ドリフターズやとんねるずなど小さい頃からお笑い好きで、高校時代はラジオ番組『ナインティナインのオールナイトニッポン』（ニッポン放送）を録音したテープを聴きながら通学していた。短期大学卒業後はハウスマヌカンの職に就く。
一方で津田は専門学校卒業後、建材会社に就職するも、仕事へやりがいを見出せず不眠に悩まされた時期もあった。仕事をやめて地元に戻りユースケと遊ぶようになった21歳の頃、コンビ結成を考えたという:2。そこから1年間は、NSCの入学金を貯めるため契約社員として地元のホームセンターに就職:2。
そして1999年、23歳時にどちらからということもなくやってみようと誘い、NSCに入学した:2。コンビ結成は翌年の2000年4月。コンビ名の由来は、2人の通っていた中学校の外国人英語教師の名前から。
結成後は、「今宮戎神社マンザイ新人コンクール」の予選選考に落ち続け自信を失ったこともあった:2。結成5年目には賞レースで結果が出ないことや周囲との仕事量の差から解散も過ったが、忘れてしまいそのまま有耶無耶となる:2:2。転機は『M-1グランプリ』での決勝戦進出。その後マネージャーからの勧めもあり、2018年4月に東京へ進出。同年10月に放送された『有田ジェネレーション』のラップバトルで津田がいじられキャラとして注目されるようになる。2021年7月20日、出身地である滋賀県愛荘町のふるさと大使に就任。
2022年10月、ユースケがCMの撮影中に体調不良から緊急搬送され尿路結石と診断、11月12日には左椎骨動脈解離と診断され1か月程度の安静が必要とされたことから、当面休養することが吉本興業公式サイト上で発表され、2023年1月から療養復帰した。

## 芸風
主に漫才で、飄々とした雰囲気のボケと勢いのあるツッコミが持ち味。津田はユースケの作るネタについて、独特ではあるがベースに安定したものがあると考えておりネタ作りに口出しはしない。お互いにアドバイスし合うこともないという:2。
漫才をベースにしたコントも演じることがあり、『キングオブコント』では準決勝進出経験がある。ユースケは「太秦役者・岸大介」というキャラクターを演じることもある。

## 出囃子
10-FEET「FELLOWS2」

## 賞レース成績・受賞歴など

### M-1グランプリ
| 年     | 結果       | エントリーNo. | 決勝戦キャッチコピー | 備考                                         |
| ------ | ---------- | ------------- | -------------------- | -------------------------------------------- |
| 2001年 | 3回戦敗退  | 77            |                      |                                              |
| 2002年 | 準決勝敗退 | 520           |                      |                                              |
| 2003年 | 準決勝敗退 | 1882          |                      |                                              |
| 2004年 | 準決勝敗退 | 2581          |                      |                                              |
| 2005年 | 準決勝敗退 | 3346          |                      |                                              |
| 2006年 | 準決勝敗退 | 3891          |                      |                                              |
| 2007年 | 決勝7位    | 4207          | お笑い月見草         |                                              |
| 2008年 | 決勝6位    | 4455          | お笑い月見草         |                                              |
| 2009年 | 準決勝敗退 | 4590          |                      | 1度目のラストイヤー                          |
| 2015年 | 準決勝敗退 | 1375          |                      | 2度目のラストイヤー、予選10位、敗者復活戦8位 |

### 日清食品 THE MANZAI
| 年     | 結果         | 備考              |
| ------ | ------------ | ----------------- |
| 2011年 | 2回戦敗退    |                   |
| 2012年 | 2回戦敗退    |                   |
| 2013年 | 2回戦敗退    |                   |
| 2014年 | 決勝大会敗退 | 本戦サーキット5位 |

### その他
- 2002年 新野新プロデュース第3回笑わん会 最優秀賞
- 2003年 平成15年度NHK新人演芸大賞 演芸部門 本選進出
- 2006年 第35回上方お笑い大賞 新人賞
- 2008年 キングオブコント2008 準決勝敗退
- 2009年 第44回上方漫才大賞 新人賞
- 2009年 平成21年度NHK新人演芸大賞 演芸部門 本選進出
- 2010年 キングオブコント2010 準決勝敗退
- 2014年 第49回上方漫才大賞 奨励賞
- 2018年 第53回上方漫才大賞 大賞

## 出演

### テレビバラエティ

#### レギュラー番組
現在のレギュラー出演
- 本日はダイアンなり!（朝日放送テレビ（ABCテレビ）、2013年9月 - ）
- ダイアンのガチで!ごめんやす（群馬テレビ・BSよしもと、2022年4月8日 - ）
- 千鳥の鬼レンチャン（フジテレビ、2022年5月1日 - ）※ユースケのみ、天の声担当、津田も不定期出演
- ダイアン津田のバーディーチャンすー（東海テレビ、2023年5月15日 - ）※津田のみ
- ジャイキリダイアン（テレビ朝日、2025年4月 - ）

現在の不定期出演
- 世間の裏側のぞき見バラエティ ウラマヨ!（関西テレビ、2010年4月 - ）不定期リポーター、スタジオ不定期出演
- アメトーーク!（テレビ朝日、2009年4月16日 - ）東京進出後以降出演回数が増加
- 水曜日のダウンタウン（TBS、2017年8月30日 - ）
- さんまのお笑い向上委員会（フジテレビ、2018年2月3日 - ）
- 浜ちゃんが!（読売テレビ、2018年4月4日 - ）
- 火曜は全力!華大さんと千鳥くん（関西テレビ、2021年4月6日 - ）

過去のレギュラー出演
- 痛快!エブリデイ（関西テレビ、 - 2008年6月）水曜不定期
- 爆笑オンエアバトル（NHK総合、2003年9月 - 2007年8月）戦績11勝7敗 最高493KB
- よしもとサンサンTV（サンテレビ、2004年4月 - 2009年3月）不定期
- みみヨリぃ!?（テレビ大阪、2006年4月 - 2007年9月）
- 南パラZ!（関西テレビ、 - 2009年3月）
- ウキキDEナイト（読売テレビ、2007年4月 - 2008年9月）
- あさパラ!（読売テレビ、2008年 - 2018年3月）
- 夕方 NMB48（You Gotta NMB48）（Kawaiian TV、2015年10月 - 2018年3月） MC
- 桑原征平のおもしろ京都検定（KBS京都・関西テレビ☆京都チャンネル）不定期
- 麒麟の部屋（毎日放送）
- パチンコファイトTV（サンテレビ）不定期出演
- かんさい情報ネットten.（読売テレビ、2009年3月 - 2016年10月）金曜「プロに勝てるか!? シェフvs主婦料理バトル」リポーター
- 小籔☆スターリオン（朝日放送、2010年4月 - 2011年4月）リポーター、アスナリオン調査隊
- マヨブラジオ（読売テレビ、2010年 - 2011年）
- プリ・プリ（毎日放送）火曜レギュラー
- 爆裂バラエティー シャバダバの空に（関西テレビ）準レギュラー
- お笑いワイドショー マルコポロリ!（関西テレビ）準レギュラー
- ケンゴロー（毎日放送）スタジオ不定期出演
- くりぃむナンチャラ（テレビ朝日、2018年7月7日 - 2020年9月19日）不定期出演（津田のみの回も多かった）
- 有田P おもてなす（NHK総合、2019年4月13日 - 2022年3月5日）不定期出演
- 鎮まれ!もったいないオバケちゃん（読売テレビ、2020年7月 - 10月）※津田のみもったいないオバケちゃんとして声のみの出演
- ニンジャラ・ナンジャラ（テレビ愛知、2021年10月2日 - 12月25日）※津田のみ
- 今ちゃんの「実は…」（朝日放送テレビ）不定期出演（週刊「実は…」一流料理人が作る夜食レシピなどのコーナーを担当）
- 天才てれびくんhello,（NHK Eテレ、2020年4月6日 - 2023年3月29日）※津田のみ
- ダイアンの絶対取材しない店（テレビ東京、2022年4月7日 - 6月23日）
- 脇役食材のバズレシピ（朝日放送、2023年4月8日 - 6月24日）※津田のみ
- ダイアンのなんで人気やねん（千葉テレビ、2023年5月 - 2024年5月）
- 遊び追求!イッコタス（ABCテレビ、2023年7月29日 - 9月2日）
- ゲストダイアン（朝日放送、2023年9月16日 - 10月7日・2024年4月6日 - 9月28日）

#### 特別番組
＊MCもしくはメインキャスト
- ダイ麒千飯（関西テレビ、2004年2月26日）
- かんさい特集「師匠直伝!芸人虎の穴」〜ダイアンの章〜（NHK大阪放送局、2010年9月3日）
- すぐ言う!?口ぐせタイムトライアルin沖縄（読売テレビ、2016年5月13日）
- ダイアンが混む前に行ってきます!もうすぐ世界遺産ファイル（朝日放送テレビ、2019年1月12日）
- ウィーアーダイアン! in YOKOHAMA（テレビ神奈川、2019年7月7日）
- ABCお笑いグランプリ（朝日放送、2020年 - ）※ユースケのみ、第41回（2020年）より審査員を担当
- 年貢芸人（読売テレビ 2020年10月10日、2022年1月1日〜3日）津田がお殿様、ユースケは奉行として出演
- くっきー!ダイアンの大炎上!きよしの体張ります宣言（朝日放送テレビ、2021年3月28日）MC
- ダイアンの登校中〜その想い出、土足で上がらせて頂きました〜（MBSテレビ、2021年12月28日）MC
- ダイアンの寿(スー)を差し上げます!!（NHK総合(東海三県)、2023年1月11日・9月17日）MC
- ダイアン見取り図のフルフォト〜親の若い頃子知らず〜（ABCテレビ、2023年3月12日）
- FNS27時間テレビ 鬼笑い祭（フジテレビ、2023年7月22日・23日）- 総合司会[35][注 2]
- 無料夜行バス、乗ってみませんか?（テレビ東京、2023年7月31日・8月7日・8月14日・2024年1月2日）- MC[36]
- ダイアンの奇跡の安い店（2023年11月11日・2024年5月1日・8月14日）[37][38]
- 岸大介のく〜る京都（ABCテレビ、2023年11月19日）- ユースケのみ[39]
- 日本全国!愛すべき逆お国自慢GP（フジテレビ、2023年12月2日・2024年5月4日・11月8日・2025年2月7日）- 第1弾と第2弾は津田∶MC・ユースケ∶プレゼンター、第3弾と第4弾はコンビとしてMC[40][41]
- ウチのゴイスー学園 〜中京10県!愛する母校の自慢集めてみました〜（中京テレビ、2023年12月17日・2025年1月3日）[42]
- ダイアンのこれ何なん!?〜今検索したい Bizワード～（テレビ東京、2024年8月3日・8月31日）- MC[43]
- 真夜中の遊園地で宝探しなんで聞いてない（朝日放送、2024年10月15日）- MC[44]
- ダイアンのその怒り鎮めまスー（関西テレビ、2024年10月25日）- 津田がMC、ユースケがゲスト[45]
- 家族で戦え! クイズ!ニュージェネレーション万博（NHK大阪放送局、2025年2月21日）- MC[46]
- 津田篤宏と文学（テレビ東京、2025年4月24日）- 津田のみ[47]
- ダイアンのパッツパツのとこ整理してみたら…眠った思い出、掘り起こします（MBSテレビ、2025年6月1日）- MC[48]

### テレビドラマ
- 大阪環状線 Part4 ひと駅ごとのスマイル 第7話（関西テレビ、2018年12月1日）津田のみ（たこ焼き屋店主役）[49]
- 連続テレビ小説 まんぷく 第126回（NHK、2019年3月1日）津田のみ（天村祐二 役）[50][51]
- 警視庁ゼロ係〜生活安全課なんでも相談室〜SEASON4 第4話（テレビ東京、2019年8月9日）お笑いコンビ・ダイアナのコースケこと西崎浩介役（ユースケ）と津村篤宏役（津田）[52]
- ザ・トラベルナース 第1話（テレビ朝日、2022年10月20日）津田のみ（政治家役）[53]
- 弁護士ソドム 最終話（2023年6月16日、テレビ東京）津田のみ（逃がし屋役）[54]
- RoOT / ルート（2024年4月3日 - 、テレビ東京）[55]

### 配信ドラマ
- Hulu U35クリエイターズ・チャレンジ「瑠璃とカラス」（2022年2月、Hulu）- 鬼沢 役

### CM
現在
- 大日本除虫菊「蚊がいなくなるスプレー」（2022年 - ）
- ドリームフーズ「近江ちゃんぽん家総本家」（2023年 - ）[56]
- コシダカ「まねきねこ」（2023年 - ）
- サントリー
  - オールフリー（2024年 - 2025年）- 津田のみ[57]
  - ワールドKANPAIビール（2025年 - ） - 津田のみ・Web CM[58]
- タイトー「タイトーステーション タイトーサマーキャンペーン」（2024年 - ）- Web CM
- 三井住友銀行「Olive」（2025年 - ）- 津田のみ・Web CM
- 池田模範堂「おでき物語」（2025年 - ）- Web CM
- 日本ケンタッキー・フライド・チキン「レッドホットチキン」（2025年 - ）
- 味覚糖「UHA瞬間サプリ」（2025年 - ）
- カカクコム「求人ボックス」（2025年 - ）- 津田のみ

過去
- エイチ・アイ・エス「初夢フェア」（2010年 - 2011年）
- 滋賀県選挙管理委員会「滋賀県知事選挙のお知らせ」（2018年）[59]
- キリンビール
  - 一番搾り 生ビール（2020年）- 津田のみ・「テッパンいただきます！」とのコラボCM
  - 麒麟特製 豊潤レモンサワー（2022年）- 津田のみ・「くりぃむナンタラ」とのコラボCM
- ミツカン「ゴイゴイ酢ー！」（2021年 - 2022年）- Web CM
- シービーティー→PROCAN「プロカン」（2022年 - 2025年）
- Delivery Hero Japan「Foodpanda」（2022年）[注 3]
- PayPay「スーパーPayPayクーポン」（2022年）- Web CM ユースケのみ、岸大介名義で出演。
- DMM.com「DMM チャットブースト」（2022年 - 2023年）
- Y!mobile（2023年 - 2024年）- TVCMは津田のみ。Web CMはコンビで出演。
- ベネッセコーポレーション 「進研ゼミ 小学講座」（2023年 - 2024年） - 声のみ、チャウチャウ 役[60]
- アクセル「Axell AI」（2024年）[61]
- イースト駅前クリニック（2024年 - 2025年）
- 明治「ブルガリア フローズンヨーグルトデザート」（2024年 - 2025年）- Web CM
- CENTURY GAMES「ホワイトアウト・サバイバル」（2024年 - 2025年）
- ユニクロ
  - 母の日にプレゼントを贈る津田さん（2025年）- 津田のみ・母、きみ子と共演、Web CM
  - 忘れてませんか、父の日のこと。（2025年）- 津田のみ

### ラジオ
- よしもとオンライン大阪 よしもと○○同好会（MBSラジオ、2009年4月 - 2010年3月） - 月曜パーソナリティ
- ヨシモト*chatterbox!（YES-fm、2006年4月- 2010年5月） - 水曜パーソナリティ
- オンスト（YES-fm、2003年10月 - 2006年3月）
  - 2003年10月- 2005年3月 - 水曜パーソナリティ
  - 2005年4月- 2006年3月 - 火曜パーソナリティ
- グーグーモンキーズ（MBSラジオ、2004年4月- 2006年3月） - 月1レギュラー
  - コーナー名 ♪違う違うそうじゃそうじゃない♪っていうてー（津田）、ダイアン西澤ちょっといい旅（ユースケ）
- よなよな…（ABCラジオ（朝日放送ラジオ）、2014年4月3日 - 2021年9月20日） - 2018年3月まで木曜パーソナリティ、同年4月から月曜パーソナリティ
- ダイアンのラジオさん（ABCラジオ、2021年10月24日 - ） - 月1回放送
- ダイアンのTOKYO STYLE（TBSラジオ、2021年4月17日・2022年1月1日 - ）[62][63]

### インターネット配信
- モノボケBATTLE（2010年、エイチ・アイ・エス関西）
- 吉本自宅ゲーム部「ダイアンゲームチャンネル」（2020年、Mildom）
- HITOSHI MATSUMOTO presents ドキュメンタル（Amazon Prime Video）
  - シーズン2（2017年）津田のみ
  - シーズン4（2017年）ユースケのみ
- #渋谷オルガン坂生徒会（2019年10月19日、DHCテレビ）[64] 津田のみ
- 千鳥のニッポンハッピーチャンネル（2019年-、Amazonプライム・ビデオ）
- 岸大介のうずまさんぽ〜いま空き時間ですねん。何してますのん〜（2019年12月20日（全2回）、大阪チャンネル）ユースケのみ
  - 岸大介のお江戸でランデブー（2020年11月20日（全2回）、大阪チャンネル）ユースケのみ
- トークサバイバー!ラスト・オブ・ラフ（2024年9月3日配信予定、Netflix）津田のみ[65]
- 最強新コンビ決定戦 THE ゴールデンコンビ（2024年10月31日、Amazonプライム・ビデオ）津田のみ[66]
- 罵倒村（2025年5月13日、Netflix）- 津田のみ[67]
- す〜す〜ゴルフ学園（2025年6月19日 - 、 Locipo/YouTube）- 津田のみ

### ウェブ配信
- ミツカン「ゴイゴイ酢ー！」編（12月2日 - 、ミツカン公式YouTubeチャンネル）[68][69]

### 映画
- 日常〜恋の声〜（2007年）津田のみ
- YOSHIMOTO DIRECTOR'S 100 〜100人が映画撮りました〜
  - ゆびみず（2007年）
  - WARA（2007年）ユースケのみ
  - かおり（2007年）ユースケのみ
- 翔んで埼玉 〜琵琶湖より愛をこめて〜（2023年） - 滋賀解放戦線員 役（津田のみ）[70]
- 逃走中 THE MOVIE:TOKYO MISSION（2024年）津田のみ[71]

### 吹き替え
- 白雪姫（2025年） - おこりんぼ 役（津田のみ）[72]

### アニメ

#### テレビアニメ
- ブラック・ジャック 第23話（読売テレビ、2005年4月18日）- 教頭役（ユースケ）、船場係員役（津田）[73]
- オッドタクシー（テレビ東京・AT-Xほか、2021年4月 - 6月）- 漫才コンビ「ホモサピエンス」役[74]
- サザエさん No.8615「いざ、真剣勝負!」（フジテレビ、2023年7月23日） - 本人たち役[75]

#### 劇場アニメ
- 映画 オッドタクシー イン・ザ・ウッズ（2022年）柴垣（ホモサピエンス）役（ユースケ）、馬場（ホモサピエンス）役（津田）[76]
- 映画 キミとアイドルプリキュア♪ お待たせ!キミに届けるキラッキライブ!（2025年）トット役（津田）[77]

### MV
- スカートとPUNPEE『ODDTAXI』（2021年4月、ポニーキャニオン）[78]

### ビデオ・DVD
- 新風baseよしもと ネタトウタ2004（よしもとアール・アンド・シー、2004年12月15日）
- バトルオワライヤル（よしもとアール・アンド・シー、2005年5月25日）津田のみ
- ダイナマイト関西2006 〜オープントーナメント大会〜（よしもとアール・アンド・シー、2006年12月6日）ユースケのみ
- baseよしもとネタトウタ2007（よしもとアール・アンド・シー、2007年5月23日）
- ジャイケルマクソン〜第1回ジャイケルフォトデミー賞〜（よしもとアール・アンド・シー、2007年7月25日）
- M-1グランプリ2007 完全版 敗者復活から頂上へ~波乱の完全記録~（よしもとアール・アンド・シー、2008年3月19日）
- 徹底解明シリーズ第1弾 ムーディ勝山の謎を追え!（よしもとアール・アンド・シー、2008年6月11日）津田のみ
- 笑いの万博「バラエティ番組即戦力王決定戦SP」（よしもとアール・アンド・シー、2008年12月24日）ユースケのみ
- M-1グランプリ2008 完全版 ストリートから涙の全国制覇!!（よしもとアール・アンド・シー、2009年3月31日）
- 放課後アゲイン（よしもとアール・アンド・シー、2009年8月26日）
- TKF たむらけんじファミリー CARNIVAL2009（よしもとアール・アンド・シー、2009年12月23日）
- DVDのダイちゃん〜ベストネタセレクション〜（よしもとアール・アンド・シー、2017年08月02日）

## 単独ライブ
2003年
- 02月02日 - 「ダイアンの大安吉日」（baseよしもと/大阪）※初単独
- 03月03日 - 「ダイアンの大安吉日」（baseよしもと/大阪）
- 04月13日 - 「ダイアンの大安吉日」（baseよしもと/大阪）
- 05月08日 - 「ダイアンの大安吉日」（baseよしもと/大阪）
- 06月05日 - 「ダイアンの大安吉日（baseよしもと/大阪）
- 09月07日 - 「ダイアン単独ライブ LUCKY DAY」（baseよしもと/大阪）
- 11月14日 - 「フェンシングと地蔵」（baseよしもと/大阪）

2004年
- 01月09日 - 「愛知川ボール」（baseよしもと/大阪）
- 03月05日 - 「第一級河川 愛知川」（baseよしもと/大阪）
- 05月07日 - 「愛知川上流」（baseよしもと/大阪）
- 07月03日 - 「フェンシングと地蔵」（baseよしもと/大阪）
- 09月03日 - 「フェンシングと地蔵」（baseよしもと/大阪）

2005年
- 03月28日 - 「大安吉日」（baseよしもと/大阪）
- 09月04日 - 「ダイアンマンザイ」（baseよしもと/大阪）
- 11月27日 - 「ダイアンマンザイ」（baseよしもと/大阪）

2006年
- 03月25日 - 「ダイアンマンザイ」（baseよしもと/大阪）
- 06月18日 - 「ダイアン所」（baseよしもと/大阪）
- 12月01日 - 「ダイアンマンザイ」（baseよしもと/大阪）

2007年
- 04月06日 - 「角刈りの猿のおはなし」（baseよしもと/大阪）※おしゃべりイベント
- 08月03日 - 「3メートルの猪と50口径のマグナム」（baseよしもと/大阪）
- 10月12日 - 「ザ・よし江」（baseよしもと/大阪）

2008年
- 02月09日 - 「泣き虫ダイちゃんのソロソロ本気出します」（baseよしもと/大阪）
- 06月05日 - 「うめだのダイちゃん」（うめだ花月/大阪）
- 08月05日 - 「真夏のダイちゃん」（うめだ花月/大阪）
- 08月14日 - 「トウキョウダイアン」（シアターブラッツ/東京）
- 09月18日 - 「みんなでダイちゃん」（うめだ花月/大阪）
- 10月12日 - 「夜長のダイちゃん」（うめだ花月/大阪）
- 11月18日 - 「東京のダイちゃん」（シアターモリエール/東京）

2009年
- 03月07日 - 「ミナミのダイちゃん」（ヨシモト∞ホール大阪/大阪）
- 05月07日 - 「まだまだGWのダイちゃん」（ヨシモト∞ホール大阪/大阪）
- 07月04日 - 「ダイちゃんのスターマイン」（ヨシモト∞ホール大阪/大阪）
- 08月29日 - 「京橋のダイちゃん」（京橋花月/大阪）
- 09月26日 - 「花よりダイちゃん」（無限大ホール/大阪）
- 10月24日 - 「そしてダイちゃん」（無限大ホール/大阪）
- 11月23日 - 「渋谷のダイちゃん」（シアターD/東京）

2010年
- 04月03日 - 「今年もダイちゃん」（ヨシモト∞ホール大阪/大阪）
- 06月05日 - 「無限大ダイホールちゃん」（ヨシモト∞ホール大阪/大阪）

2011年
- 04月30日 - 「ひさびさダイちゃん」（ヨシモト∞ホール大阪/大阪）
- 07月02日 - 「七夕☆ダイちゃん」（ヨシモト∞ホール大阪/大阪）
- 09月11日 - 「鈴虫☆ダイちゃん」（ヨシモト∞ホール大阪/大阪）

2012年
- 04月14日 - 「ダイちゃんライブ〜vol.ダイちゃん〜」（5upよしもと/大阪）
- 12月08日 - 「年末のダイちゃん」（5upよしもと/大阪）

2013年
- 03月09日 - 「ダイアントークライブ vol.1〜TALKING〜」（放送芸術学院専門学校 ドリームホール/大阪）※トークライブ
- 04月06日 - 「ダイちゃんの春ライブ」（5upよしもと/大阪）
- 08月17日 - 「半袖ダイちゃんのおもしろライブ」（5upよしもと/大阪）
- 12月14日 - 「厚手のダイちゃん年末おもしろライブ」（5upよしもと/大阪）

2014年
- 04月13日 - 「エイプリルなダイちゃん」（5upよしもと/大阪）
- 08月23日 - 「最優秀おもしろダイちゃん」（5upよしもと/大阪）

2015年
- 03月04日 - 「ABCホールのダイちゃん」（ABCホール/大阪）
- 08月03日 - 「大丸心斎橋劇場のダイちゃん」（大丸心斎橋劇場/大阪）

2016年
- 05月06日 - 「なんばグランド花月のダイちゃん」（なんばグランド花月/大阪）
- 10月10日 - 「ルミネのダイちゃん〜ベストネタライブ〜」（ルミネtheよしもと/東京）

2017年
- 02月12日 - 「なんばグランド花月のダイちゃん」（なんばグランド花月/大阪）
- 04月23日 - 「なんばグランド花月のダイちゃん〜追加公演のダイちゃん〜」（なんばグランド花月/大阪）
- 04月23日 - 「ライブビューイングのダイちゃん」（YES THEATER/大阪）上記公演のライブビューイング
- 11月17日 - 「ルミネのダイちゃん」（ルミネtheよしもと/東京）

2018年
- 11月04日 - 「なんばグランド花月のダイちゃん」（なんばグランド花月/大阪）
- 11月16日 - 「ルミネのダイちゃん」（ルミネtheよしもと/東京）

2019年
- 10月14日 - ダイアン単独漫才ライブ2019「19トウキョウ」（銀座ブロッサム 中央会館ホール/東京）
- 11月01日 - ダイアン単独漫才ライブ2019「19オオサカ」（COOL JAPAN PARK OSAKA WWホール/大阪）

2021年
- 10月19日 - ダイアン20周年単独ライブツアー『まんざいさん』〜トウキョウ〜（銀座ブロッサム 中央会館ホール/東京）
- 10月29日 - ダイアン20周年単独ライブツアー『まんざいさん』〜ミヤギ〜（電力ホール/宮城）
- 11月12日 - ダイアン20周年単独ライブツアー『まんざいさん』〜フクオカ〜（福岡国際会議場 メインホール/福岡）
- 11月26日 - ダイアン20周年単独ライブツアー『まんざいさん』〜オオサカ〜（なんばグランド花月/大阪）

2022年
- 11月10日 - ダイアン単独ライブ『まんざいさん2022』〜トウキョウ〜（有楽町よみうりホール/東京）

2023年
- 02月03日 - ダイアン単独ライブ『まんざいさん2022』〜オオサカ〜（なんばグランド花月/大阪）
- 11月27日 - ダイアン単独ライブ『まんざいさん2023』〜トウキョウ〜（有楽町よみうりホール/東京）
- 12月01日 - ダイアン単独ライブ『まんざいさん2023』〜オオサカ〜（なんばグランド花月/大阪）

2024年
- 11月18日 - ダイアン単独ライブ『まんざいさん2024』〜トウキョウ〜（有楽町よみうりホール/東京）
- 11月25日 - ダイアン単独ライブ『まんざいさん2024』〜オオサカ〜（なんばグランド花月/大阪）